# Simone Thiero
Simone Thiero (* 15. März 1993) ist eine ehemalige französisch-kongolesische Handballspielerin, die für die Nationalmannschaft des Kongo auflief.

## Karriere
Simone Thiero begann im Alter von 10 Jahren das Handballspielen beim französischen Verein Massy Essonne Handball. Ihre nächste Station war Issy Paris Hand. Mit Issy Paris Hand gewann sie im Jahr 2010 die Zweitligameisterschaft und bestritt in der darauffolgenden Spielzeit im Alter von 17 Jahren ihr erstes Spiel in der Division 1. Nachdem Thiero ab dem Jahr 2011 für Chambray Touraine Handball aufgelaufen war, schloss sie sich drei Jahre später Toulon Saint-Cyr Var Handball an. Bei Toulon Saint-Cyr Var Handball unterschrieb die Linkshänderin im Jahr 2015 ihren ersten Profivertrag. Ein Jahr später wechselte sie zum deutschen Bundesligisten TV Nellingen. Im Januar 2017 wurde ihr Vertrag mit Nellingen aufgelöst. 2018 gab sie ihr Karriereende bekannt. Thiero gab im Jahr 2020 bekannt, dass sie seit ihrer Geburt im rechten Arm an der Klumpke-Lähmung leide.
Thiero lief anfangs für die französische Jugendnationalmannschaft auf. Später nutzte sie ihre zweite Staatsbürgerschaft, um für die kongolesische Nationalmannschaft aufzulaufen. Thiero nahm an der Weltmeisterschaft 2015 teil, wo sie 8 Treffer in 7 Spielen erzielte.